# Сім'я Ніси
Сім'я Ніси (Також відома, як сім'я Герти або сім'я Полани) — сім'я астероїдів головного поясу, які обертаються навколо Сонця на орбітах, великі півосі яких лежать у проміжку між 2,41 і 2,5 а. о., мають ексцентриситет між 0,12 … 0,21 і нахил орбіти між 1,1 … 4,3 Сім'ю названо за її найбільшим представником — астероїдом Ніса.

## Підгрупи
Астероїди цієї сім'ї поділяють за мінералогічним складом на дві різні підгрупи: Ніси і Пулани. До першої підгрупи належать астероїди спектрального класу S, а до другої — астероїди класу F.